# Diana Glauber
Diana Glauber (Utrecht, 1650 - Hamburg, ca.1721) fou una pintora de l'Edat d'Or neerlandesa.

## Biografia
Segons Arnold Houbraken va ser la filla del farmacèutic d'Amsterdam Johann Rudolph Glauber, i germana dels pintors Jan Gotlief i Johannes Glauber. Va ser una bona pintora de retrats i al·legories històriques, però va perdre la vista i va haver de deixar de pintar. Ella encara vivia a Hamburg, mentre Arnold Houbraken estava escrivint la seva biografia.
D'acord amb el Rijksbureau voor Kunsthistorische Documentatie no se coneixen obres seves, però sis d'elles es descriuen en un inventari del període de la Schloss Salzdahlum, cinc de les quals formaven part d'una sèrie sobre la temàtica dels cinc sentits.